# Publius Cornelius Dolabella (consul en -283)
Pour les articles homonymes, voir Cornelius.
Publius Cornelius Dolabella est un homme politique romain du début du IIIe siècle av. J.-C., consul en 283 av. J.-C.

## Famille
Il est membre et fondateur des Cornelii Dolabellae, branche de la gens patricienne des Cornelii.

## Biographie

### Consulat (283)
Dolabella devient consul en 283 av. J.-C. avec Cnaeus Domitius Calvinus Maximus pour collègue. Au début de l'année consulaire, Lucius Caecilius Metellus Denter, consul l'année précédente et prorogé à la tête de son armée consulaire en tant que préteur, est défait en Étrurie par les Gaulois Sénons. Manius Curius Dentatus est élu praetor suffect pour le remplacer et entame des négociations avec les Gaulois, alors que Dolabella mène campagne en Étrurie pour réprimer le soulèvement qui a suivi la défaite romaine dans cette région. À la nouvelle de la mort des legati romains envoyés auprès des Gaulois, Dolabella interrompt les opérations militaires en Étrurie et marche contre les Sénons qu'il défait lors d'une bataille rangée. Il pénètre ensuite dans l'ager gallicus, terre des Sénons, et ravage leur territoire. Il se pourrait que la colonie Sena Gallia soit fondée à cette occasion ou peu après,, alors que selon la tradition livienne, cette première colonie en terres gauloises a déjà été fondée quelques années plus tôt.
Selon Polybe, les Boïens, autre peuple celtique de Gaule Cisalpine, craignant de subir le même sort, s'allie avec les Étrusques révoltés et forment une armée coalisée qui marche vers Rome. Toujours dans la même saison de campagne, Dolabella, revenant du nord de l'Italie, intercepte l'armée coalisée à environ 70 kilomètres au nord de Rome et l'anéantit lors de la bataille du Lac Vadimon,. Il célèbre un triomphe pour ses victoires. Selon Appien, c'est son collègue Calvinus Maximus qui défait l'armée coalisée tandis que Dolabella ravage le territoire gaulois,.

### Légat (280)
En 280 av. J.-C., Dolabella fait partie des délégués romains, avec Caius Fabricius Luscinus et Quintus Aemilius Papus, qui sont envoyés auprès de Pyrrhus pour négocier le paiement d'une rançon afin de libérer les prisonniers capturés lors de la bataille d'Héraclée,. Toutefois, selon Appien, Dolabella est mort deux ans plus tôt, en 282 av. J.-C. lorsque les Tarentins attaquent et coulent une petite flotte de trirèmes romaines. Cette flotte était peut-être placée sous son commandement en tant que duumvir Navalis, à moins qu'il ne s'agisse de Lucius Valerius Flaccus. Dolabella serait mort noyé ou fait prisonnier et aurait été plus tard exécuté à Tarente,.